# DSA-474
La DSA-474 es una carretera perteneciente a la Red Secundaria de la Diputación Provincial de Salamanca, que une la autovía  A-62   E-80  con la carretera  DSA-470 .
Atraviesa las localidades de Gallegos de Argañán, Sexmiro y Martillán.

## Origen y Destino
La carretera  DSA-474  tiene su origen en la intersección con las carreteras  A-62   E-80 ,  N-620  y  DSA-376  a su paso por el término municipal de Espeja y termina en la intersección  DSA-470  en el término municipal de Villar de la Yegua. formando parte de la Red de carreteras de Salamanca.